# Anders Anton von Stiernman

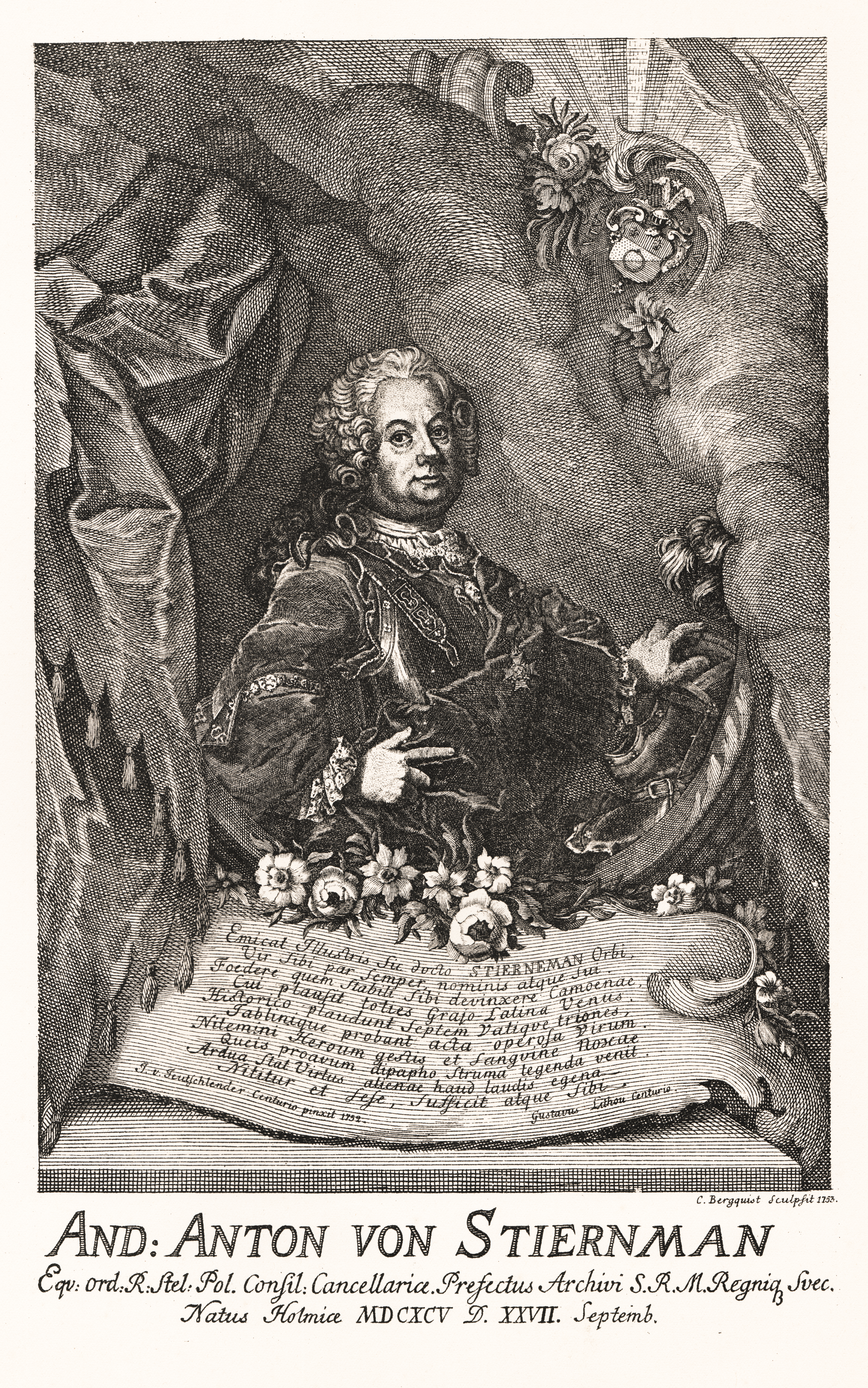
Porträtstich (1753)

Anders Anton From, seit 1709 Stiernman, 1743 von Stiernman, (* 27. September 1695 in Stockholm; † 2. März 1765 ebd.) war ein schwedischer Historiker.

## Leben

### Familie
Anders Anton war ein Sohn des Kaufmanns und Weinhändlers in Stockholm, Anton Andersson From (1668–1701), und der Birgitta Johansdotter Ulfsberg (1670–1743), einer Tochter des Landessekretärs von Närke und Värmland, Johan Ericsson Ulfsberg, und der Anna Hansdotter Fritzell aus Sandabro, aus einem schottischen Geschlecht. Seine Mutter heiratete 1709 Pfarrer Olaus Andreae Stiernman († 1710), einen Vetter des Dekans Olof Stiernman, nach dem er dessen Familiennamen erhielt. Er vermählte sich 1732 mit Anna Catharina Wefverstedt (1704–1753), Tochter des Bergwerksdirektors Mattias Wefverstedt und der Anna Catharina Gladtsten aus dem 1647 in Schweden naturalisierten schottischen Adelsgeschlecht Gladtstone, sowie Schwester des nobilitierten Kriegsrats Johan Anders Wefverstedt. Aus dieser Ehe ging die Tochter Andreetta Catharina (1730–1815) hervor, welche 1766 den Bischof im Bistum Lund, Olof Celsius (1716–1894), heiratete.

### Werdegang
Stiernman studierte ab 1715 in Uppsala. Hiernach fand er eine Anstellung bei dem Buchsammler Gustaf Rålamb (1675–1750), auf dessen Bibliotheken und Sammlungen er bei seinen Arbeiten zurückgreifen konnte. 1718 wechselte er zum schwedischen Altertumsarchiv und von dort weiter zum schwedischen Reichsarchiv, wo er 1723 bzw. 1725 ordentlicher Registrator wurde. Bereits 1722 hatte eine Forschungsreise nach Kopenhagen, 1724 eine weitere in die baltischen Provinzen (Schwedisch-Livland, Herzogtum Estland, Ingermanland) unternommen. Im Reichsarchiv avancierte er 1732 zum Aktuar und 1740 zum Sekretär (= Direktor). 1743 wurde er unter dem Namen „von Stiernmann“ in den Adelsstand erhoben und 1746 bei der Adelsklasse auf dem Ritterhaus introduziert (Nr. 1893).

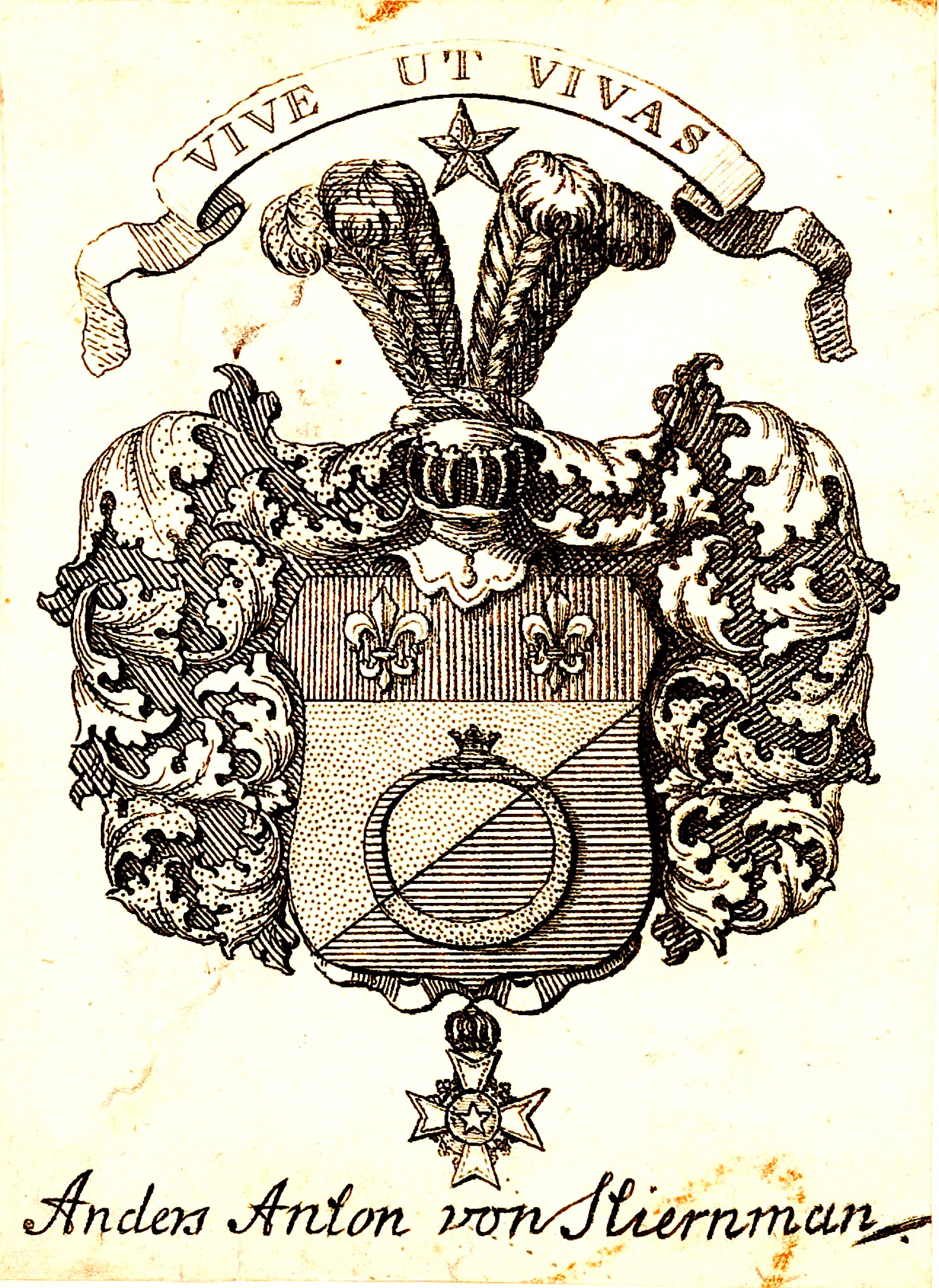
Stiernmans Adelswappen

Stiernman wurde 1745 zum Mitglied der Königlich Schwedischen Akademie der Wissenschaften berufen und 1747 ebd. zum Kanzler ernannt. Im Reichstag wurde er für die Ritterschaft mehrmals in verschiedene Reichstagsdeputationen gewählt. Durch seine Arbeiten als Autor oder Herausgeber erlangte Stiernman einige Bekanntheit und Anerkennung über die Grenzen Schwedens hinaus.

## Werke (Auswahl)
- Aboa literata vuodelta, 1719
- Bibliotheca suiogothica (...), 1731 (Digitalisat auf Google Books)
- Alla Riksdagars och Mötens Besluth ifrån år 1521 intill år 1731, 3 (4) Bände, 1728–1743
- Swea och Götha Höfdinga-Minne, 2 Bände, 1741–1835 (Band 1; Band 2)
- Stadgar och förordningar rörande Commerce-, Oeconomie-, Politie-väsendet i Sverige, 6 Bände, 1747–1775 (Band 3; Band 6)
- Matrikel öfver Svea Rikes Ridderskap och Adel, 2 Bände, 1754–1755 (Digitalisate)
- Svenska Land-Marskalkars Historia (In: "Det svenska biblioteket") 1759–1762 (S. 288 ff.; S. 317 ff.)